# Kogotus tiunovi
Kogotus tiunovi är en bäcksländeart som beskrevs av Teslenko, Zhiltzova och Peter Zwick 1993. Kogotus tiunovi ingår i släktet Kogotus och familjen rovbäcksländor. Inga underarter finns listade i Catalogue of Life.